# Formación de los reinos croatas y serbios
En el siglo X, Bosnia formaba parte del Imperio bizantino, poblada por ávaros y por eslavos. Los eslavos habían llegado merced a un acuerdo con el Imperio para enfrentar el problema que suponían los ávaros. En 925 Tomislav fue coronado como primer rey de los croatas y su control político se extendió a gran parte de la actual Bosnia-Herzegovina. 
Esta situación solo duró cinco años, ya que en el año 930 la mitad oriental pasó a control del nuevo reino instaurado por los serbios, con Caslav Klonimirovic como monarca. Con él los serbios se liberaron de la presión de los búlgaros. En torno al año 960 la nueva ofensiva de bizantinos y búlgaros rompió la cohesión serbia. Bosnia Oriental se fracturó en pequeños estados pseudoindependientes, unos bajo el yugo bizantino y otros bajo dominio búlgaro. En 968, el rey croata Mihailo Kresimir devolvió la unidad a las tierras bosnias. El libro bizantino "De Administrando Imperio" recoge por primera vez la palabra BOSNIA, refiriéndose a las tierras bañadas por el río Bosna y controladas por los serbios, con las ciudades de Kotor -cerca de Sarajevo- y Desnik -desconocida hoy por hoy-.
- Datos: Q5863968